# Everglades (Florida)
Everglades è un comune degli Stati Uniti d'America situato nella parte meridionale della Contea di Collier dello Stato della Florida.
Secondo le statistiche del 2010, la città ha una popolazione di 400 abitanti su una superficie di 3,10 km².